# Stanisław Szmajzner

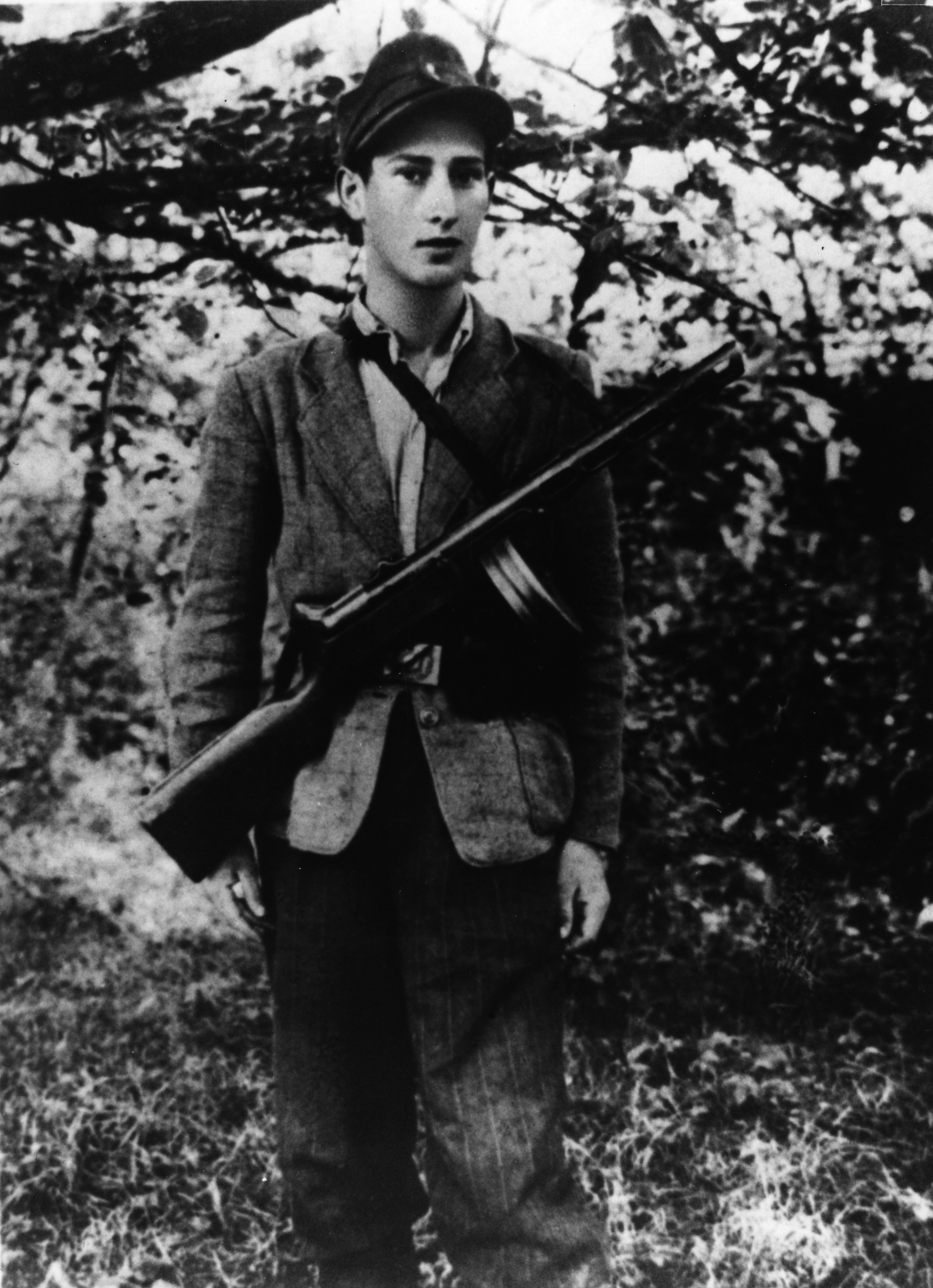
Stanisław Szmajzner (1943)

Stanisław „Shlomo“ Szmajzner (* 13. März 1927 in Puławy, Polen; † 3. März 1989 in Goiânia, Brasilien) war einer von 47 Überlebenden des Vernichtungslagers Sobibór in Polen und am Aufstand von Sobibór beteiligt. Über seine Erlebnisse als 15-Jähriger in diesem Vernichtungslager verfasste er ein Buch, das 1968 in Brasilien verlegt wurde. Er wirkte neben Thomas Blatt, einem Überlebenden des Vernichtungslagers, an der Ausarbeitung des Drehbuchs zum Film Flucht aus Sobibor mit.

## Leben
Stanisław Szmajzner kam am 12. Mai 1942 mit einem Häftlingstransport aus Oppeln ins Vernichtungslager Sobibór. Sein Spitzname war Shlomo.

### Tätigkeiten im KZ Sobibór
Dort wurde er nicht in die Gaskammer geschickt, weil er Goldschmied war und sogar sein Handwerkszeug auf dem Transport mitgenommen hatte. Er fertigte im Auftrag von Gustav Wagner für die SS-Mannschaft Goldarbeiten an, die aus geraubtem Gold oder aus Zahngold der ermordeten Häftlinge stammten. Die Aufträge umfassten Ringe mit SS-Runen und Knäufe für die Peitschen, mit denen sie die Häftlinge schlugen. Später wurde er, als Franz Stangl das Lager als Kommandant übernahm, Vorarbeiter der Wartungsmonteure im Lager. Er hatte deshalb Zugang in alle Lager, außer ins Lager III. Er sagte als Zeuge im Prozess gegen Stangl aus, dass er einen goldenen Knauf für eine leichte Reitpeitsche mit seinem Monogramm herstellen musste.

### Aufstand
Der 15-Jährige Szmajzner schloss sich im Lager dem Untergrundkomitee an und beteiligte sich am 14. Oktober 1943 am Aufstand von Sobibór. Er weihte vier Personen in die Pläne ein, darunter seinen Bruder und seinen Neffen Nojech. Vor dem Aufstand hatte er die Aufgabe, aus der Waffenkammer drei Gewehre zu entwenden, mit denen sich die sowjetischen Kriegsgefangenen bewaffnen sollten. Unter dem Vorwand einer Reparatur überlistete er einen Trawniki-Mann der ukrainischen Wachmannschaft und brachte die Gewehre zu Alexander Aronowitsch Petschjorski, dem militärischen Führer des Aufstands.

### Flucht
Von 600 Häftlingen gelang ihm und weiteren etwa 200 Häftlingen die Flucht aus dem Lager bis zum naheliegenden Waldrand. Er gehörte der Gruppe von Petschjorski an, die aus 57 Personen bestand. Um nicht entdeckt zu werden, teilten sich die Geflohenen in kleinere Gruppen auf und gingen unterschiedliche Wege. Petschjorski ging in einer Gruppe von insgesamt acht Häftlingen voraus, um Anschluss an Partisanen zu finden. Die Gruppe von Szmajzner wartete auf die Rückkehr von Petschjorski. Als dieser nicht zurückkam, teilten sich die Männer weiter in kleinere Gruppen auf und suchten eigene Fluchtwege. Die weitere Flucht von Szmajzner in die Freiheit ist nicht dokumentiert.
1947 emigrierte Stanisław Szmajzner nach Brasilien, wo er im Mai 1978 Gustav Wagner in einer Polizeistation von São Paulo identifizierte.

## Schriften
- Sobibor – Inferno em Sibibor. A tragédia de um adolescente judeu (= Coleção Depoimento). Ed. Bloch, Rio de Janeiro 1968, OCLC 2872271 (portugiesisch).
  - Hell in Sobibor. The tragedy of a teenager Jew. Übersetzung aus dem Portugiesischen von Lucy de Lima Coimbra. [s. l., s. n.] 1979, OCLC 667212826 (englisch).

## Film und Podcast
- Aufstand in Sobibor. Regie: Pavel Kogan, Lily van den Bergh. Recherche und literarische Vorlage Vernichtungslager Sobibór von Jules Schelvis. Mitwirkende: Alexander Petscherski, Stanislaw Szmajzner, Samuel Lerer u. a. Absolut Medien, Berlin 2013, ISBN 978-3-8488-4007-6 (DVD; PAL; ca. 112 min.; verschiedene Sprachen, Untertitel in Deutsch und Englisch).
- Shlomo – Der Goldschmied und der Nazi. 3-teilige Doku-Serie des NDR. In: ardmediathek.de, Januar 2023 (verfügbar bis 27. Januar 2025).
- Antonius Kempmann, Martin Kaul, Johannes Nichelmann, Janis Gebhardt: Shlomo – Der Goldschmied und der Nazi. 5-teiliger Podcast. In: NDR-Info-Sendung „True Crime“. 27. Januar 2023 (verfügbar bis 27. Januar 2025).
  - Teil 1: Begegnung in der Hölle. (MP3; 24,0 MB; 25:35 min)
  - Teil 2: Paradies. (MP3; 24,2 MB; 25:44 min)
  - Teil 3: Nazijäger. (MP3; 29,0 MB; 30:54 min)
  - Teil 4: Vergeltung. (MP3; 31,1 MB; 33:48 min)
  - Teil 5: Im Wahn. (MP3; 33,0 MB; 35:09 min)